# Arnold Sjöstrand
Nils Arnold Sjöstrand (ur. 30 czerwca 1903 w Sundbybergu, zm. 1 lutego 1955 w Malmö) – szwedzki aktor i reżyser filmowy. Na przestrzeni lat 1931–1952 wystąpił w 33 produkcjach.

## Wybrana filmografia
- Den blomstertid ... (1940)
- Powrót z Babilonu (Hem från Babylon) (1941)
- Droga do nieba (Himlaspelet) (1942)
- Två kvinnor (1947)